# Jerzy Wardęcki

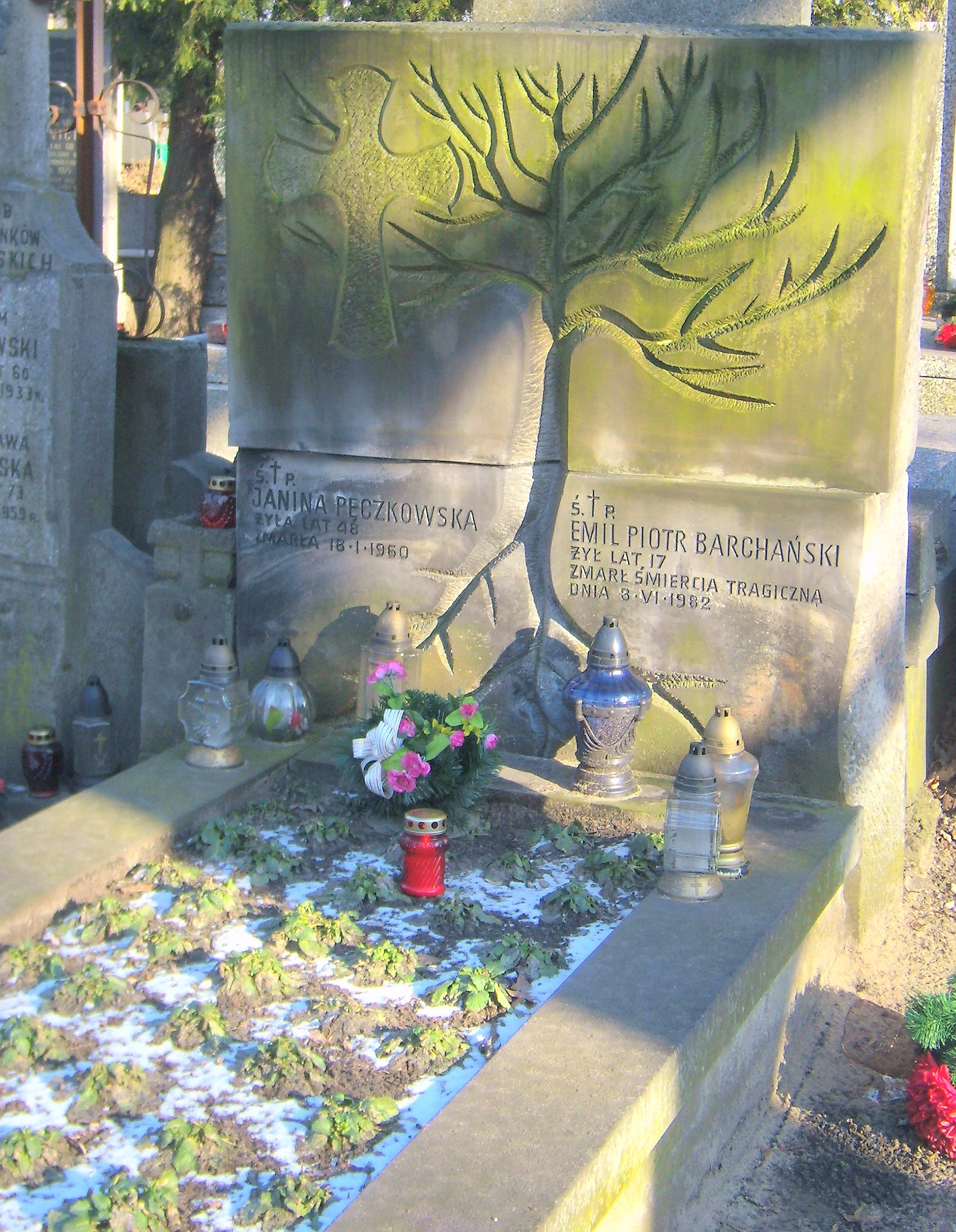
Grób Emila Barchańskiego i Jerzego Wardęckiego na cmentarzu Bródnowskim w Warszawie

Jerzy Wardęcki (ur. 23 października 1943 w Gąbinie, zm. 5 grudnia 2016 w Warszawie) – polski malarz.

## Życiorys
Urodził się w Gąbinie, wychował w Węgorzewie, gdzie ukończył liceum ogólnokształcące. Pobierał lekcje rysunku i malarstwa u prof. Danuty Micińskiej-Szutkowskiej. Od 1963 studiował na Wydziale Malarstwa i Grafiki warszawskiej Akademii Sztuk Pięknych w pracowni prof. Andrzeja Jurkiewicza i prof. Aleksandra Kobzdeja. W latach 1966–1968 studiował w École nationale supérieure des beaux-arts w Paryżu w pracowni profesora Pierre’a Chastela. W 1971 obronił dyplom ukończenia studiów, w 1972 w Towarzystwie Przyjaciół Sztuk Pięknych miał pierwszą wystawę indywidualną. Jego prace były wystawiane m.in. w Festiwalu Malarstwa Współczesnego, 1974 i w Międzynarodowym Triennale Rysunku we Wrocławiu (1992). W 1986 miał wystawę w indywidualną w Castelfranco Veneto, a w 1992 w Latinie. Stworzył cykl obrazów i grafik „Droga krzyża i serca”, tworzył obrazy zwane „kołami życia” lub „świetlistymi kołami”, którymi upamiętniał wydarzenia historyczne lub zdarzenia ze swojego życia. Od końca lat 90. problemy zdrowotne ograniczyły jego twórczość, sporadycznie tworzył pastele i grafiki. Uhonorowany Złotym Medalem na II Biennale Internationale d’Auvergne w 1989 roku i Grand Prix Leonard na III Biennale w 1991. 
Mąż Krystyny Barchańskiej-Wardęckiej, ojczym Emila Barchańskiego.
Pochowany na cmentarzu Bródnowskim w Warszawie (kwatera 46 F VI 20).